# Эпиталион
Эпита́лион (греч. Επιτάλιον ή Επιτάλιο) — малый город в Греции, на Пелопоннесе. Расположен на высоте 38 м над уровнем моря, на склоне горы Дартиза (Ντάρτιζα ή Ντάρντιζα, 197 м), на южном берегу реки Алфиос, близ её устья, в 7 км к юго-востоку от города Пиргос. Административно относится к общине Пиргос в периферийной единице Элида в периферии Западная Греция. Население 1469 человек по переписи 2011 года.

## История
Древний город Эпиталий (Эпиталион, лат. Epitalium, др.-греч. Ἐπιτάλιον) был крупным городом в Трифилии, области южной Элиды. Основан в V веке до н. э. Руины сохранились к югу от реки Алфиос, прямо перед впадением реки в Ионическое море, севернее современного города.
Название указывает на прибрежное положение, которое город занимал в древности (επί της αλός) до того, как аллювиальные отложения, геологические изменения и антропогенные вмешательства сдвинули береговую линию на значительное расстояние дальше на запад.
Эпиталий идентифицирован Страбоном с городом Фриос (Фриоесса, Триоэсса), упоминаемым Гомером в Каталоге кораблей, самым северным городом царства Нестора.
До 1927 года (греч. ΦΕΚ 306Α) город назывался Эгуленица (греч. Αγουλινίτσα), затем был переименован в Эпиталион.

## Археология
Во время спасательных раскопок, проведенных в 1960-х годах в рамках строительства ирригационного проекта, были обнаружены руины бани и керамической печи римского периода (II—IV века н. э.), построенные на фундаменте зданий эллинистического периода, а также остатки большого общественного здания того же периода, которое, вероятно, принадлежало храму.
Среди множества находок, таких как монеты, глиняные сосуды и статуэтки, небольшие предметы из бронзы, стекла и железа, обнаруженные при раскопках, есть миллиарий (miliarium), то есть дистанционный столб римских времен. Он был найден встраиваемым во второй раз на небольшой стене, и, согласно длинной латинской надписи, которая сохраняет большую часть его цилиндрической поверхности, его установка была заказана императором Траяном (98—117) после соответствующих измерений расстояний. В конце надписи написано расстояние 9 миль (соответствует 13,5 км) без указания начальной точки измерений, но, скорее всего, это либо соседний порт Фея, либо Олимпия. Несмотря на факт его повторного использования, миллиарий в Эпиталии указывает на существование центральной римской дороги, которая проходила недалеко от места его открытия.
Сегодня миллиарий выставлен среди многих других замечательных находок в археологическом музее Пиргоса.
На вершине холма Айос-Еорьос, к северу от современного города Эпиталион и над остатками древнего города, раскопки обнаружили дом прямоугольной формы, от которого сохранились части двух комнат. На основании изучения обилия расписанной керамики можно сделать вывод, что поселение образовано в позднеэлладском периоде IIB (конец XV века до н. э.) и продолжает быть заселенным до позднеэлладского периода IIIB (XIII век до н. э.). Потом оно было покинуто.

## Сообщество
Сообщество Эгуленица (Κοινότητα Αγουλινίτσης) создано в 1912 году (ΦΕΚ 262Α), в 1927 году (ΦΕΚ 306Α) переименовано в Эпиталион (Κοινότητα Επιταλίου). В сообщество входит деревня Паралия. Население 1495 человек по переписи 2011 года. Площадь 41,465 квадратных километров.
| Населённый пункт | Население (2011), человек |
| ---------------- | ------------------------- |
| Эпиталион        | 1469                      |
| Паралия          | 26                        |

## Население
| Год  | Население, человек |
| ---- | ------------------ |
| 1991 | 1766               |
| 2001 | 1772               |
| 2011 | ↘ 1469             |